# North Sheridan (Dakota del Norte)
North Sheridan es un territorio no organizado ubicado en el condado de Sheridan en el estado estadounidense de Dakota del Norte. En el Censo de 2010 tenía una población de 292 habitantes y una densidad poblacional de 0,34 personas por km².

## Geografía
North Sheridan se encuentra ubicado en las coordenadas 47°40′2″N 100°25′37″O / 47.66722, -100.42694. Según la Oficina del Censo de los Estados Unidos, North Sheridan tiene una superficie total de 849.84 km², de la cual 827.43 km² corresponden a tierra firme y (2.64%) 22.4 km² es agua.

## Demografía
Según el censo de 2010, había 292 personas residiendo en North Sheridan. La densidad de población era de 0,34 hab./km². De los 292 habitantes, North Sheridan estaba compuesto por el 98.97% blancos, el 0% eran afroamericanos, el 0.34% eran amerindios, el 0% eran asiáticos, el 0% eran isleños del Pacífico, el 0% eran de otras razas y el 0.68% pertenecían a dos o más razas. Del total de la población el 1.37% eran hispanos o latinos de cualquier raza.